# O Dragão da Maldade contra o Santo Guerreiro
O Dragão da Maldade contra o Santo Guerreiro, é um filme brasileiro de 1969, do gênero aventura e western, dirigido por Glauber Rocha. O título faz referência à lenda da luta de São Jorge contra um dragão que assolava um vilarejo que visitou.
O filme é conhecido internacionalmente como Antonio das Mortes, nome do protagonista, que também apareceu em outro filme do diretor, Deus e o Diabo na Terra do Sol (1964).
Apesar da história ser simples, o diretor Glauber Rocha a conta de uma forma alegórica, misturando cordel e ópera, priorizando a música e os ritos folclóricos próprios da população nordestina. Glauber envolve a narrativa dentro do olhar metalinguístico comum ao cinema novo. A câmera arrastada e a música vibrante nordestina dão quase uma impressão de continuação a Deus e o Diabo. Por muitos é considerado a obra prima do Mestre Glauber, que mistura o ritual antropofágico nordestino, sua "seita" e seu folclore ao encontro apoteótico com uma forma diferente de se fazer cinema, seguindo os parâmetros do cinema novo, já passada a fase experimental da primeira leva de filmes.
Em novembro de 2015, o filme entrou na lista feita pela Associação Brasileira de Críticos de Cinema (Abraccine) dos 100 melhores filmes brasileiros de todos os tempos.

## Enredo
O filme inicia com uma cena de Antônio das Mortes (Maurício do Valle) atravessando a caatinga e atirando, matando um cangaceiro no processo. Coirana (Lorival Pariz), com seu bando de cangaceiros, ocupa a vila Jardim de Piranhas com bandeiras e estandartes e reúne-se no centro da praça com os influentes locais: o coronel Horácio (Jofre Soares), mandante absoluto, Mattos (Hugo Carvana), delegado da cidade, idealista, servil e puxa-saco do coronel, e Laura (Odete Lara), esposa do Coronel. Assistindo estão o Professor (Othon Bastos), espécie de consciência do vilarejo e o cego Antão (Mário Gusmão). Coirana diz que vai voltar para "enfrentar o dragão da maldade".
Num boteco, distante dali, Antônio das Mortes conta como encontrou Lampião, que o convidou para entrar no cangaço, causando ciúmes em Corisco. Revela também que, mais tarde, matou Corisco. Agora, vai a Jardim de Piranhas enfrentar os cangaceiros. Apanha o chapéu e o rifle papo amarelo e parte.
Na vila, o Coronel não gosta de jagunços mercenários, pois acha que eles trazem mais problemas. Mattos, porém, mostra-se decidido a acabar com a violência dos cangaceiros. Na verdade, quer a "paz" para instalar uma indústria local e gerar empregos. O Coronel tem medo que venha a reforma agrária e assim perder suas terras e suas vacas.
Coirana, na encosta de uma montanha, diz para Santa Bárbara (Rosa Maria Penna) que é hora de queimar os vivos e destruir as cidades. Na vila, Antônio das Mortes recorda que matou mais de cem cangaceiros e hoje só vive na tristeza e na lembrança. Agora, Coirana é um desafio para ele.
Beatos e cangaceiros entram novamente na cidade. Coirana e Antônio se defrontam. O cangaceiro grita "Homem vai virar mulher, mulher vai pedir perdão, prisioneiro vai ficar livre, carcereiro vai para a prisão". Antônio pergunta se Coirana é verdadeiro ou uma assombração. Este retruca: "Diga seu nome, fantasiado, quem abre assim a boca fica condenado". No duelo, Coirana cai e vai ser morto, mas Santa Bárbara interfere; Antônio concede a vida ao inimigo, que é levado dali ferido. O Coronel fica possesso, e, com mais medo, diz que é um homem bom, distribui farinha e carne seca ao povo, reclamando que o governo não manda dinheiro para nada.
Ferido, deitado num balcão de bar, Coirana delira. É levado para fora, colocado aos pés de Santa Bárbara. Curioso, Antônio quer saber de Santa Bárbara de onde veio Coirana, pois pensava ter sido Corisco o último cangaceiro. Ele mostra que está cansado e não quer matar mais gente. Santa Bárbara, no entanto, grita: "Vai embora e cruze os caminhos de fogo do mundo pedindo perdão pelos crimes que cometeu".
Coirana mostra o punhal e o aponta para Antônio: "Você é o dragão da maldade. Debaixo dessa capa tem uma camisa de ouro, por isso bala não entra em seu peito. O ouro que você ganhou dos ricos matando os pobres".
Antônio volta para Jardim de Piranhas. Na igreja, diz a Mattos para pedir ao Coronel que abra o armazém e dê toda comida ao bando de Coirana. E este que possa ficar por ali plantando banana. Mattos, em resposta, pede que Antônio mate o Coronel, pois assim tomará seu lugar e tentará realizar o pedido de Antônio. Antônio, entretanto, diz que só matará o coronel se este recusar a sua requisição.
O Coronel se recusa a abrir o armazém e decide matar Antônio. Mattos, que trouxe Antônio, agora quer que ele vá embora, diz que vai ser prefeito e assim vai resolver o problema de todo mundo.
O Coronel traz um caminhão de jagunços chefiados por Mata-Vaca (Vinícius Salvatori). Ao descobrir que Mattos é amante de Laura, o Coronel obriga Mattos a beijar Laura diante de toda a vila. Há um entrevero, Mattos, Laura e o Professor entram no bar e se trancam. Laura grita que Mattos prometeu levá-la embora da vila e o Professor discute com o delegado. Laura sai do bar, apanha o punhal de Mata-Vaca e o crava no peito de Mattos no momento que este sai do bar.
Na encosta da montanha, Coirana morre. Antônio, Santa Bárbara e outros se aproximam, e Antônio decide enterrar Coirana no fundo do sertão. Na vila, o Professor arrasta o corpo de Mattos, seguido por Laura num vestido roxo. O padre avisa ao Professor que Mata-Vaca vai matar os beatos e quer que procurem Antônio. Mas este, com o corpo de Coirana às costas, atravessa o sertão.
Na encosta da montanha, os jagunços dançam diante dos beatos, que depois são mortos a tiros, com somente Santa Bárbara permanecendo viva. Quando Antônio chega à encosta, todos estão caídos e Santa Bárbara cobre os olhos de Antônio com um espadim. Antônio se vai, seguido pelo Professor, que quer apanhar uma carona nos caminhões. O Professor tira o revólver e o punhal do corpo de Coirana.
Na vila, o Coronel e Laura, sentados numa marquesa, sobre os ombros dos jagunços, desafiam Antônio. O Professor é quem se apresenta primeiro, e diz que sua hora vai chegar. Antônio desafia Mata-Vaca e estes se enfrentam com facões. No decorrer da luta, inicia-se um tiroteio, em que Laura é ferida. Surge o cego Antão vestido com as roupas de Oxóssi e enfia uma lança no coração do Coronel — representando as reais figuras do "Dragão da Maldade" e do "Santo Guerreiro". No final, o Professor, com o corpo de Laura entre os braços, beija sua boca. Antônio das Mortes afasta-se pela estrada asfaltada em meio aos caminhões. Ao final, são mostradas imagens de São Jorge matando o dragão.

## Elenco
- Maurício do Valle.... Antônio das Mortes
- Odete Lara.... Laura
- Othon Bastos.... Professor
- Hugo Carvana.... Mattos
- Jofre Soares.... Coronel Horácio
- Lorival Pariz.... Coirana
- Rosa Maria Penna.... Santa Bárbara
- Emmanuel Cavalcanti.... Padre
- Vinícius Salvatori.... Mata Vaca
- Santi Scaldaferri....Batista
- Mário Gusmão....Antão
- Conceição Senna....Madalena

## Principais prêmios e indicações
Por esse trabalho, Glauber Rocha recebeu o Prêmio de Melhor Diretor do Festival de Cannes.

## Trilha Sonora
- "Volta Por Cima", canção de Paulo Vanzolini.